# Culto de personalidade

Retrato de Mao Tsé-Tung, na Cidade Proibida, em Pequim

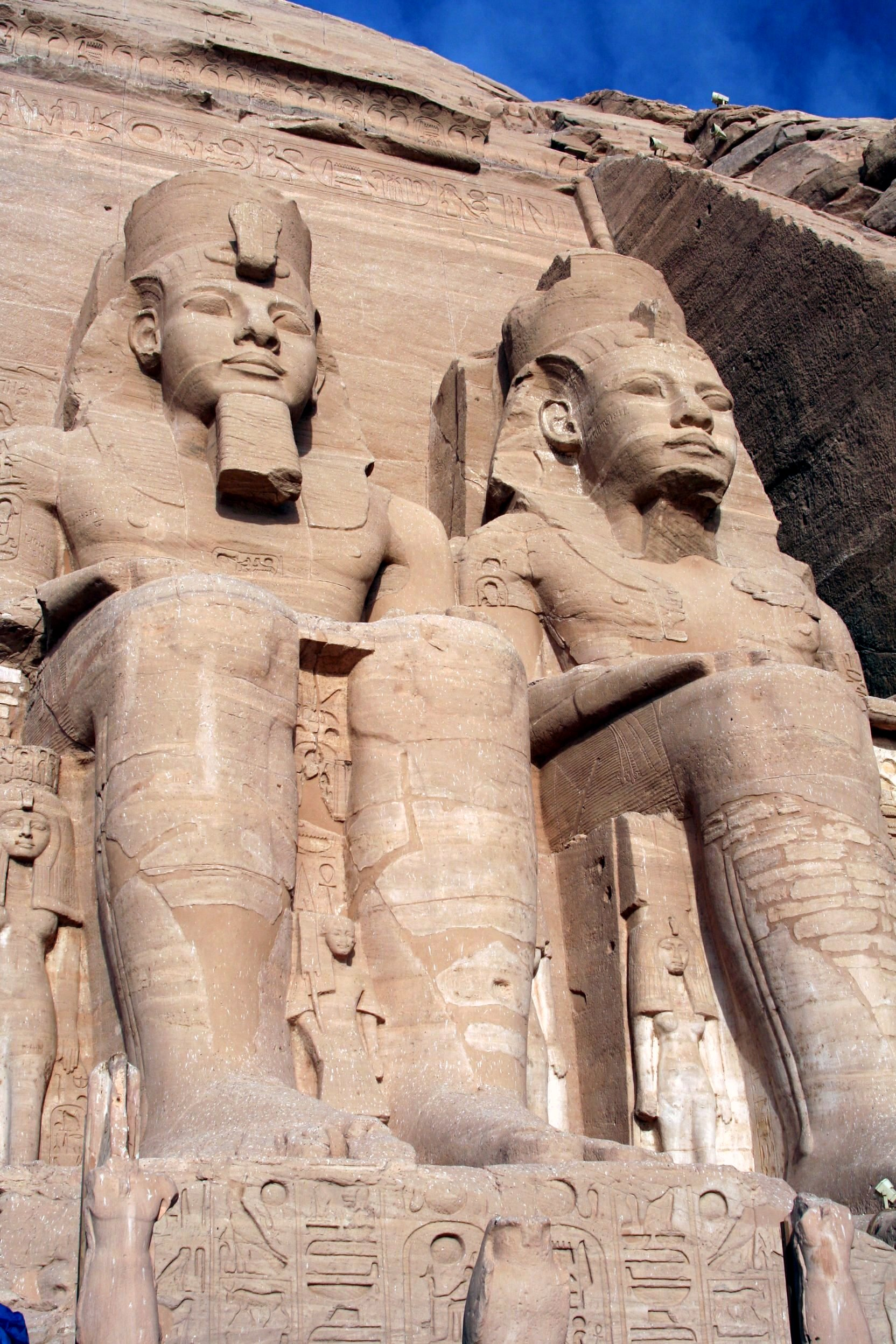
Estátuas de Ramessés II no templo de Abul-Simbel, Antigo Egito

O culto de personalidade, ou culto à personalidade, é uma estratégia de propaganda política baseada na exaltação das virtudes - reais e/ou supostas - do governante, bem como da divulgação positiva de sua figura. Cultos de personalidade são frequentemente encontrados em ditaduras, embora também existam em democracias. O termo "culto à personalidade" foi utilizado pela primeira vez por Nikita Khrushchov no Discurso secreto para denunciar Josef Stalin, apesar desta ideia aparecer sem este nome desde a Revolução Francesa quando os líderes políticos deixaram de ser vistos como representantes de terceiros para serem vistos representantes de si mesmos. Khrushchov citou uma carta de Karl Marx, que critica o "culto do indivíduo". Um culto da personalidade é semelhante a apoteose, exceto que ele é criado especificamente para os líderes políticos. O culto também pode aparecer como um culto a masculinidade artificial característico de lideranças políticas.
O culto inclui cartazes gigantescos com a imagem do líder, sua constante bajulação por parte de meios de comunicação e muitas vezes perseguição aos dissidentes. Além de Stalin, outros líderes, anteriores ao discurso de Khrushchov, como Adolf Hitler, Benito Mussolini, Mao Tsé-Tung tomaram medidas que levaram ao culto de sua personalidade, assim como Saddam Hussein, Nicolae Ceaușescu, Rafael Trujillo, Kim Il-sung e Kim Jong-il.

## Precursores
Na história, monarcas sempre procuraram ser cultuados, de diversas maneiras. Os reis europeus afirmavam governar por vontade de Deus, exercendo o direito divino dos reis, principalmente no Absolutismo, onde os reis tinham que justificar porque deveriam ter poderes totais.
Na China Imperial (por meio do Mandato do Céu), Antigo Egito, Japão, os incas, astecas, o Tibete, e o Império Romano os monarcas eram considerados deuses-reis.
Com o posterior desenvolvimento da fotografia, a gravação sonora, o cinema e Comunicação de massa, bem como da educação pública e das técnicas da publicidade, os líderes políticos puderam projetar uma imagem positiva de si próprios, como nunca antes fora possível. Nessas circunstâncias, no século XX, surgiram os recentes cultos à personalidade.

## Exemplos em regimes totalitários

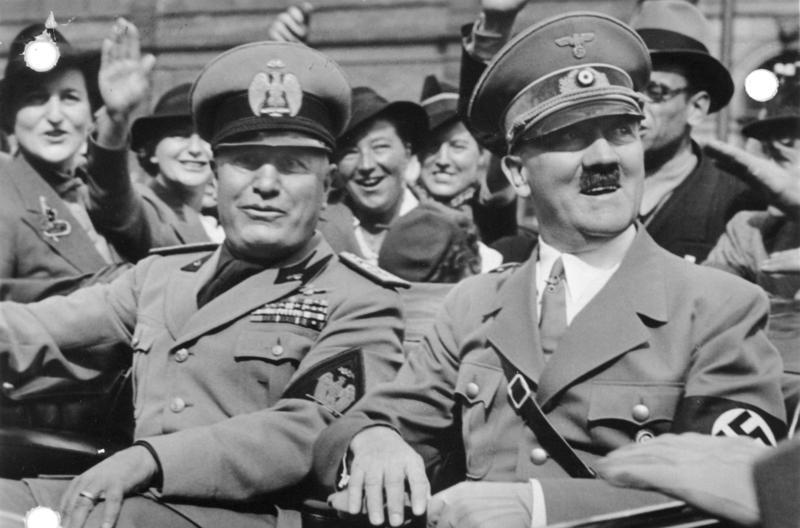
Benito Mussolini e Adolf Hitler em 28 de setembro de 1938

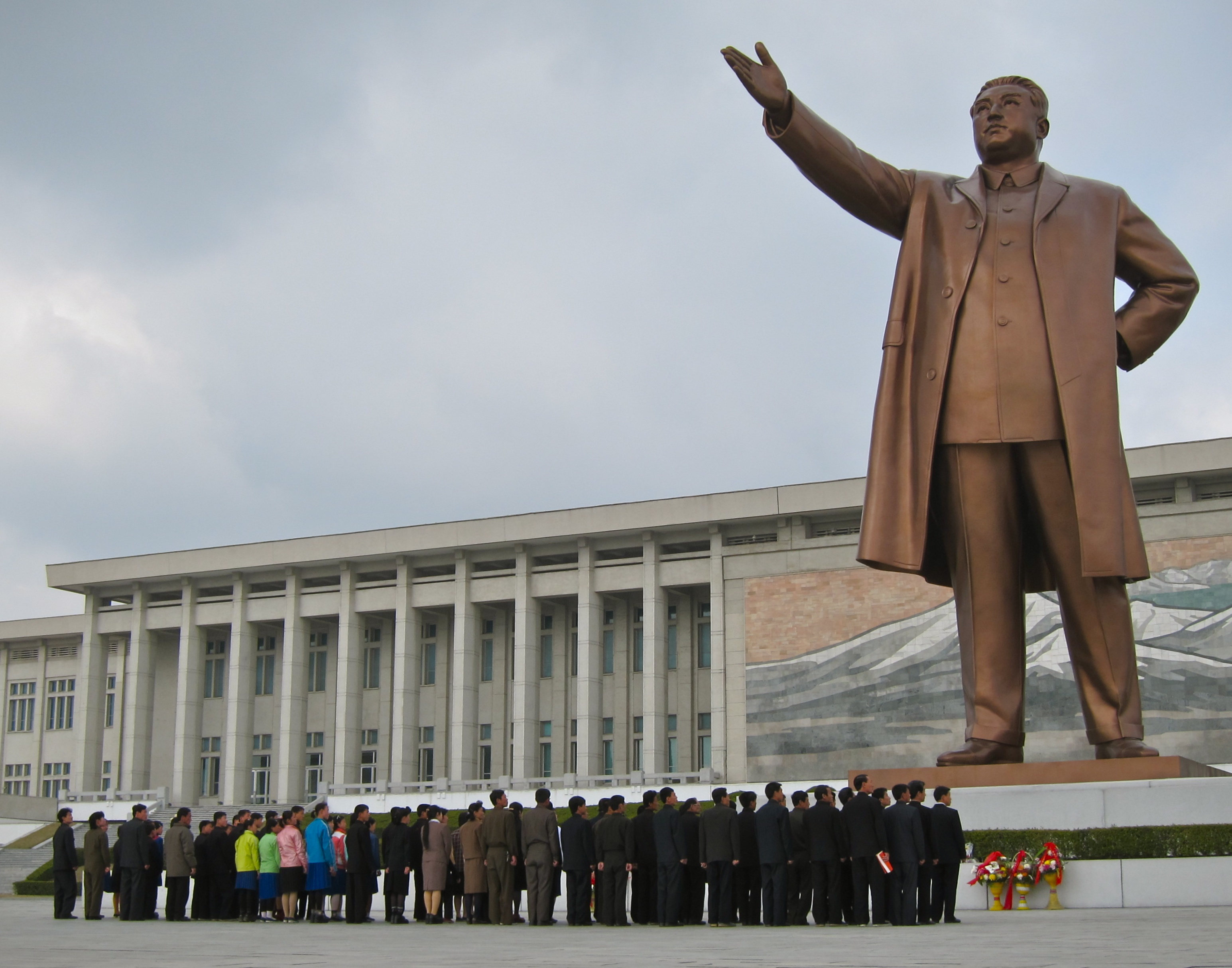
Estátua de Kim Il-sung em Pyongyang, Coreia do Norte

Regimes totalitários que praticaram culto à personalidade de seus líderes incluem Stalin, Hitler, Franco, Mussolini, Mao, Ceauşescu, Kim Il-Sung, Kim Jong-Il e Rafael Leónidas Trujillo.
Na União Soviética retratos de Stalin eram sempre colocados ao lado de outros símbolos comunistas, por exemplo, na parada esportiva anual de Moscou, retratos enormes de Stalin e outros líderes soviéticos eram usados. Stalin era chamado pelo Pravda de Vozhd (em russo:  Вождь, Líder), e deveria ser admirado pelo povo.
Na Alemanha nazista houve um fortíssimo culto à personalidade de Hitler, a saudação de Hitler que consistia em levantar-se o braço e dizer Heil Hitler (em português Salve Hitler) era comum, especialmente por oficiais do exército, que a usavam como continência. Muitas vezes ao atender ao telefone em vez de dizer de Alô, dizia-se Heil Hitler. Hitler era considerado o "übermensch" (super-homem) e chamado de Führer (Líder).
Na República Popular da China ocorreu um forte culto ao Presidente Mao Tsé-Tung que permanece até a atualidade. Dizia-se "Viva o Presidente Mao", em 1949 o retrato de Mao foi exposto na entrada da Cidade Proibida, na Praça da Paz Celestial e permanece lá até a atualidade. As Citações do Presidente Mao Tsé-Tung, um livro que expunha as ideias de Mao, o "Maoísmo", era uma exigência não oficial para todo cidadão chinês conhecê-lo e possuí-lo, especialmente durante a Revolução Cultural, tornando-se o segundo livro mais vendido na história, atrás apenas da Bíblia, teve aproximadamente 900 milhões de cópias impressas.
Na Espanha ocorreu um forte culto ao ditador Francisco Franco, um exemplo de propaganda usada para criar um culto à personalidade de panfletos Franco foi os panfletos com o rosto do ditador, que foram distribuídos para os cidadãos em toda a Espanha. Franco também inventou seu próprio folclore, na forma de poemas, hinos e canções que foram impostas à população civil.
O jornalista Bradley Martin documentou os cultos à personalidade dos líderes da Coreia do Norte, Kim Il-sung (chamado de "Eterno (ou Antigo, ou ainda Grande) Líder" e "Grande (ou Querido ou ainda Caro) Líder" Kim Jong-il. Quando visitou a Coreia do Norte em 1979, observou que diversos aspectos culturais, tal como a música, arte e escultura glorificavam o "Grande Líder" Kim Il-sung, culto à personalidade este que foi estendido para o seu filho, o "Querido Líder" Kim Jong-il. Kim Il-Sung negou que que ele tinha criado um culto em torno de si próprio. Um pesquisa confirmou que na Coreia do Norte nas escolas os alunos aprenderam a agradecer a Kim Il-sung por todas as bênçãos que possuem, de uma forma quase religiosa.